# KSK Kallo
Koninklijke Sportkring Kallo, afgekort KSK Kallo, is een Belgische voetbalclub uit Kallo, een deelgemeente van Beveren-Waas. De club is opgericht in 1944 en speelde in 2020 in de tweede provinciale in Oost-Vlaanderen. Het stamnummer bij de Koninklijke Belgische Voetbalbond is 4218. De clubkleuren zijn blauw en wit. Elke thuiswedstrijd wordt gespeeld op de terreinen aan de Kapeldijk te Kallo.